# Pyrrhura amazonum
Pyrrhura amazonum là một loài chim trong họ Psittacidae.